# Massif d'Ardiden
Le massif d'Ardiden est un massif de montagnes de la chaîne des Pyrénées dans le département des Hautes-Pyrénées en région Occitanie, en France. Il mesure 25 km de long pour 8,8 km de large, et culmine au pic d'Ardiden à 2 988 mètres.
Géologiquement parlant, à cause de la nature plutonique de ses roches et de sa position centrale dans la chaîne, le massif d'Ardiden fait partie de la zone axiale des Pyrénées.

## Géographie
| Massif de Cauterets |                      | Massif du Montaigu                                    |
| Massif du Vignemale | Massif d'Ardiden     | Massif du Pic-du-Midi-de-Bigorre Massif du Néouvielle |
|                     | Massif du Mont-Perdu |                                                       |

Il est situé dans le département des Hautes-Pyrénées, dans le Lavedan, entre la vallée de Lutour et la vallée de Luz-Saint-Sauveur (pays Toy). Il est connecté au sud-ouest avec le massif du Vignemale.

### Principaux sommets

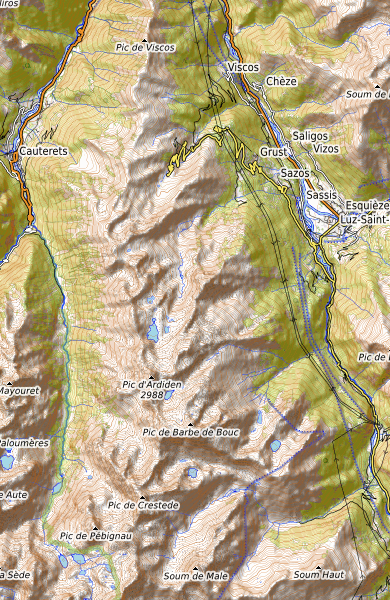
Carte topographique du massif.

| Sommet               | Altitude (mètres) | Coordonnées                 |
| -------------------- | ----------------- | --------------------------- |
| Pic d'Ardiden        | 2 988             | 42° 50′ 02″ N, 0° 04′ 04″ E |
| Pic de la Sède       | 2 976             | 42° 47′ 10″ N, 0° 07′ 13″ O |
| Malh Arrouy          | 2 967             | 42° 47′ 03″ N, 0° 04′ 21″ O |
| Soum d'Aspé          | 2 967             | 42° 46′ 38″ N, 0° 04′ 54″ O |
| Pic de Barbe de Bouc | 2 964             | 42° 49′ 20″ N, 0° 03′ 16″ O |
| Pic de Chanchou      | 2 949             | 42° 49′ 14″ N, 0° 03′ 45″ O |
| Pic de Cestrède      | 2 947             | 42° 48′ 13″ N, 0° 04′ 16″ O |
| Pic de Labas         | 2 946             | 42° 46′ 57″ N, 0° 06′ 31″ O |
| Pic de Bastampe      | 2 936             | 42° 49′ 13″ N, 0° 03′ 06″ O |
| Pic Sud d'Aspé       | 2 924             | 42° 46′ 21″ N, 0° 05′ 08″ O |
| Pointe de Cestrède   | 2 918             | 42° 48′ 01″ N, 0° 04′ 13″ O |
| Pic de Pébignau      | 2 895             | 42° 47′ 46″ N, 0° 05′ 13″ O |
| Soum de Hount Hérède | 2 873             | 42° 47′ 41″ N, 0° 04′ 36″ O |
| Pouey Mourou         | 2 848             | 42° 46′ 20″ N, 0° 06′ 00″ O |
| Pic d'Estom Soubiran | 2 829             | 42° 46′ 40″ N, 0° 05′ 50″ O |
| Pic de Culaus        | 2 806             | 42° 48′ 34″ N, 0° 04′ 39″ O |

### Géologie
Les roches actuelles sont composées de strates géologiques issues de roches plutoniques de type granodiorite formées au cours du Carbonifère supérieur.
Au Paléogène, entre 66,0 à 23,03 Ma, la remontée vers le nord de la plaque africaine entraîne avec elle la plaque ibérique. Celle-ci, coincée entre la plaque africaine au sud et la plaque européenne au nord, va entrer en collision avec elles, formant la cordillère Bétique au sud et la chaîne des Pyrénées au nord. Au niveau de la zone du massif d'Ardiden, les roches sont alors progressivement comprimées et remontées en altitude entre −53 et −33 Ma durant l'Éocène, puis l'érosion enlève les roches sédimentaires pour ne laisser à nu que les roches plutoniques actuelles plus dures.

### Faune et flore

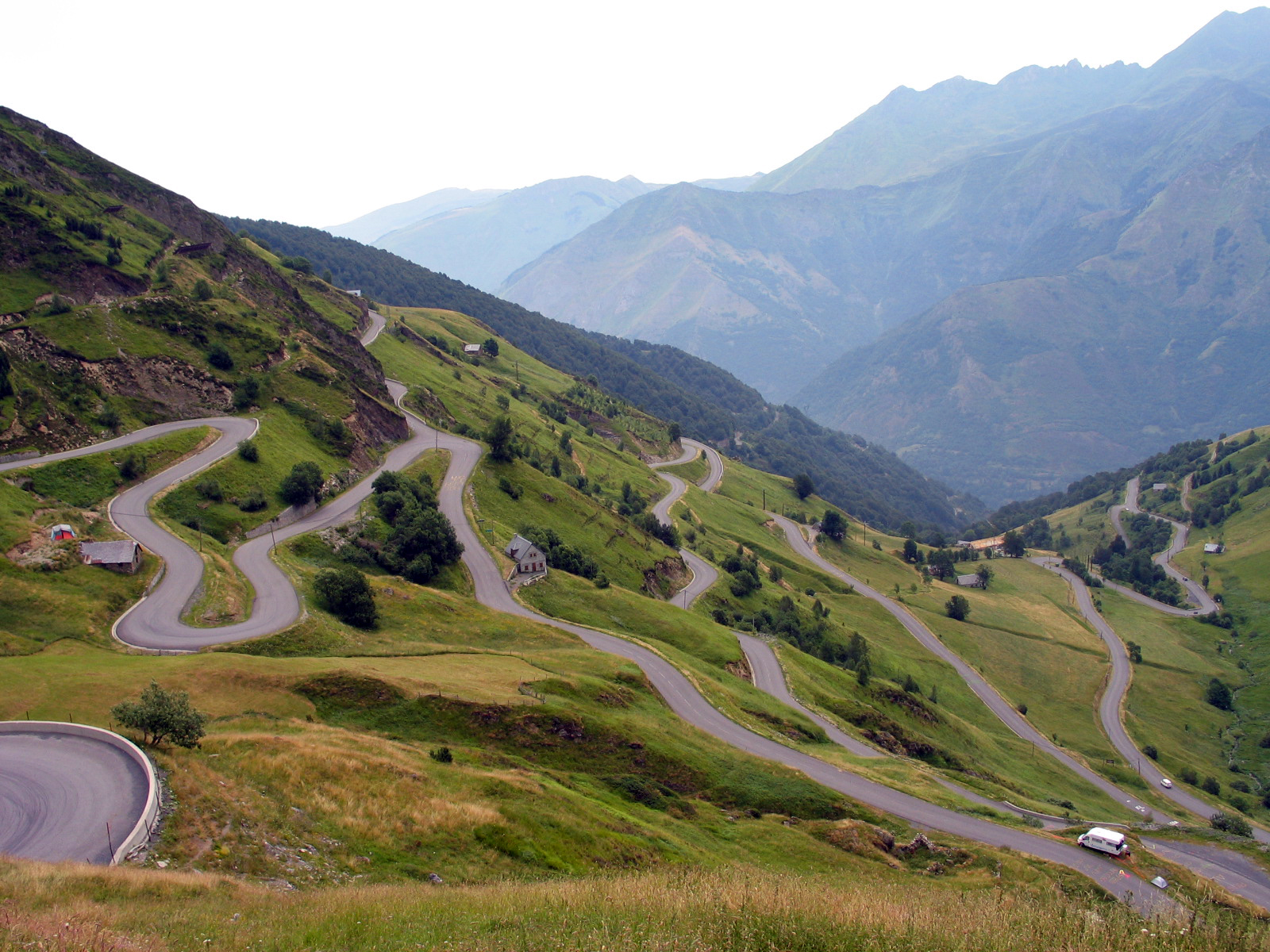
Pelouse alpine et montée à Luz-Ardiden.

## Activités humaines

### Économie

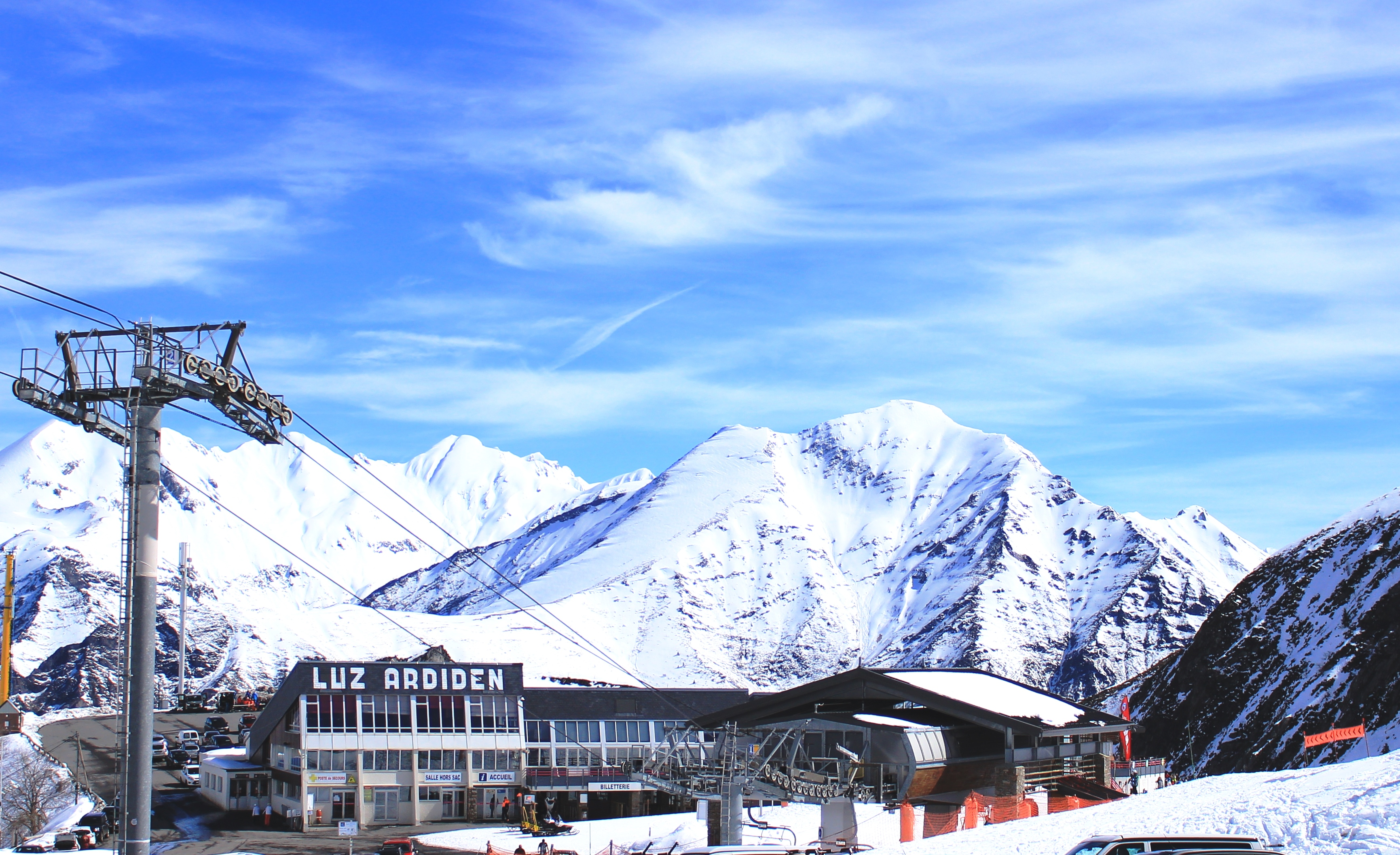
Station de Luz-Ardiden.

- Station de ski de Luz-Ardiden